# Diego Rivera
Diego Rivera, all'anagrafe Diego María de la Concepción Juan Nepomuceno Estanislao de la Rivera y Barrientos Acosta y Rodríguez (Guanajuato, 8 dicembre 1886 – Città del Messico, 24 novembre 1957), è stato un pittore e muralista messicano di ideologia comunista, famoso per la tematica politica e sociale delle sue opere realizzate in gran parte in edifici pubblici, soprattutto nel centro storico di Città del Messico (Epopea del popolo messicano, 1929).

## Biografia
Rivera nacque a Guanajuato l'8 dicembre del 1886 in un'agiata famiglia d'origini spagnole (in cui è ascrivibile anche una discendenza da conversos ebrei), portoghesi, amerinde, africane, italiane e russe, figlio di María del Pilar Barrientos e Diego Rivera Acosta. Aveva un fratello gemello di nome Carlos, morto all'età di due anni.
A partire dal 1896 iniziò a prendere lezioni notturne all'Accademia di San Carlo a Città del Messico, in cui conobbe il noto paesaggista José María Velasco. Nel 1905 ricevette una borsa di studio del Ministro dell'educazione, Justo Sierra, e nel 1907 un'altra del governatore di Veracruz che gli permisero di recarsi in Spagna e di entrare nella scuola di Eduardo Chicharro a Madrid.
Da allora, e fino alla metà del 1916, visse tra Messico, Spagna e Italia, frequentando intellettuali e artisti come Alfonso Reyes, Pablo Picasso, Ramón del Valle-Inclán e Amedeo Modigliani, che gli fece anche un ritratto. In quello stesso anno ebbe dalla prima moglie, la pittrice russa Angelina Beloff, un figlio che morirà l'anno seguente. Nel 1919 ebbe una figlia con l'artista Marija Marevna Vorob'ëv (1892-1984), Marika Rivera Vorobev (1919-2010), che non riconobbe mai, ma che aiutò economicamente.

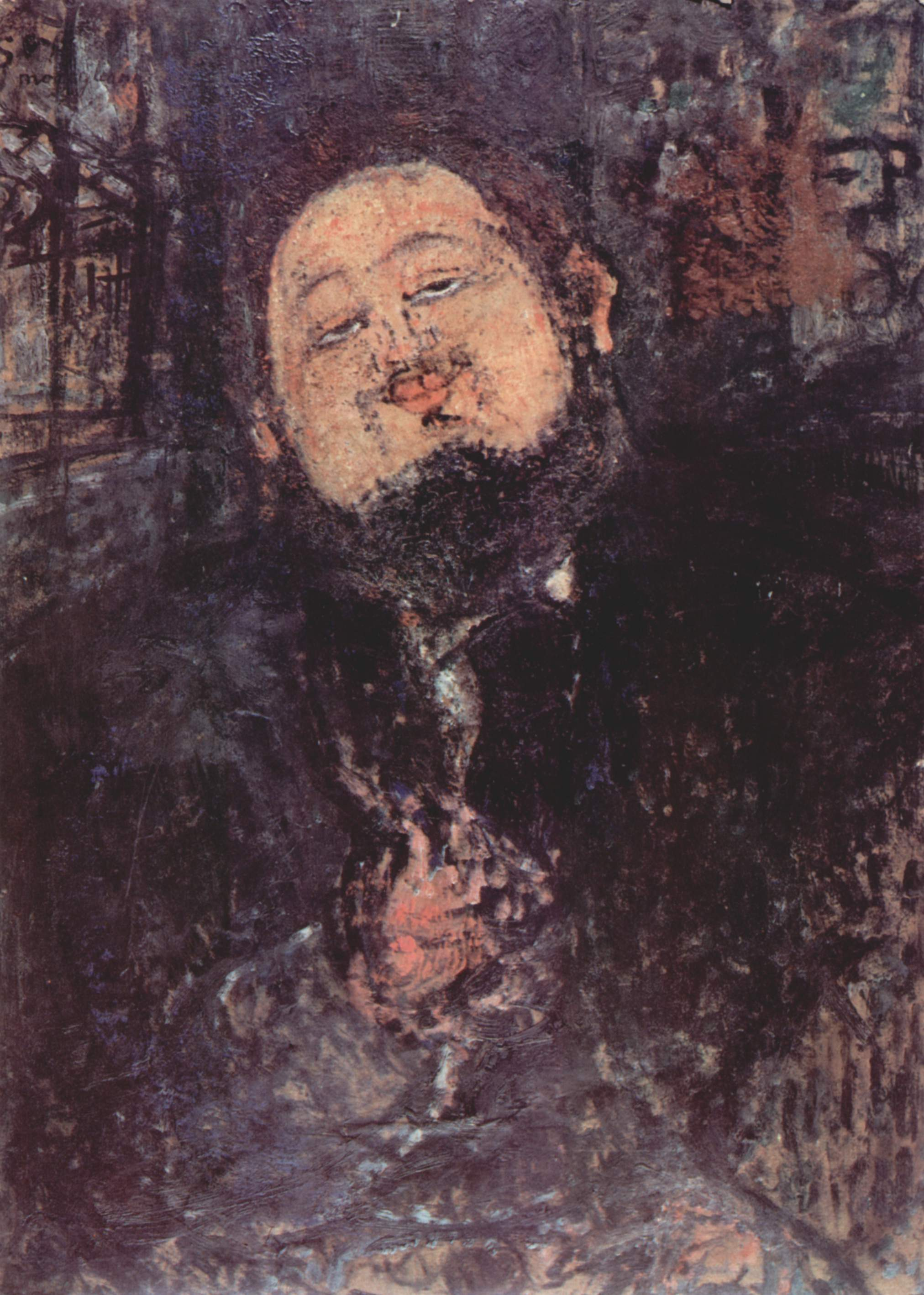
Ritratto di Diego Rivera, Amedeo Modigliani (1914).

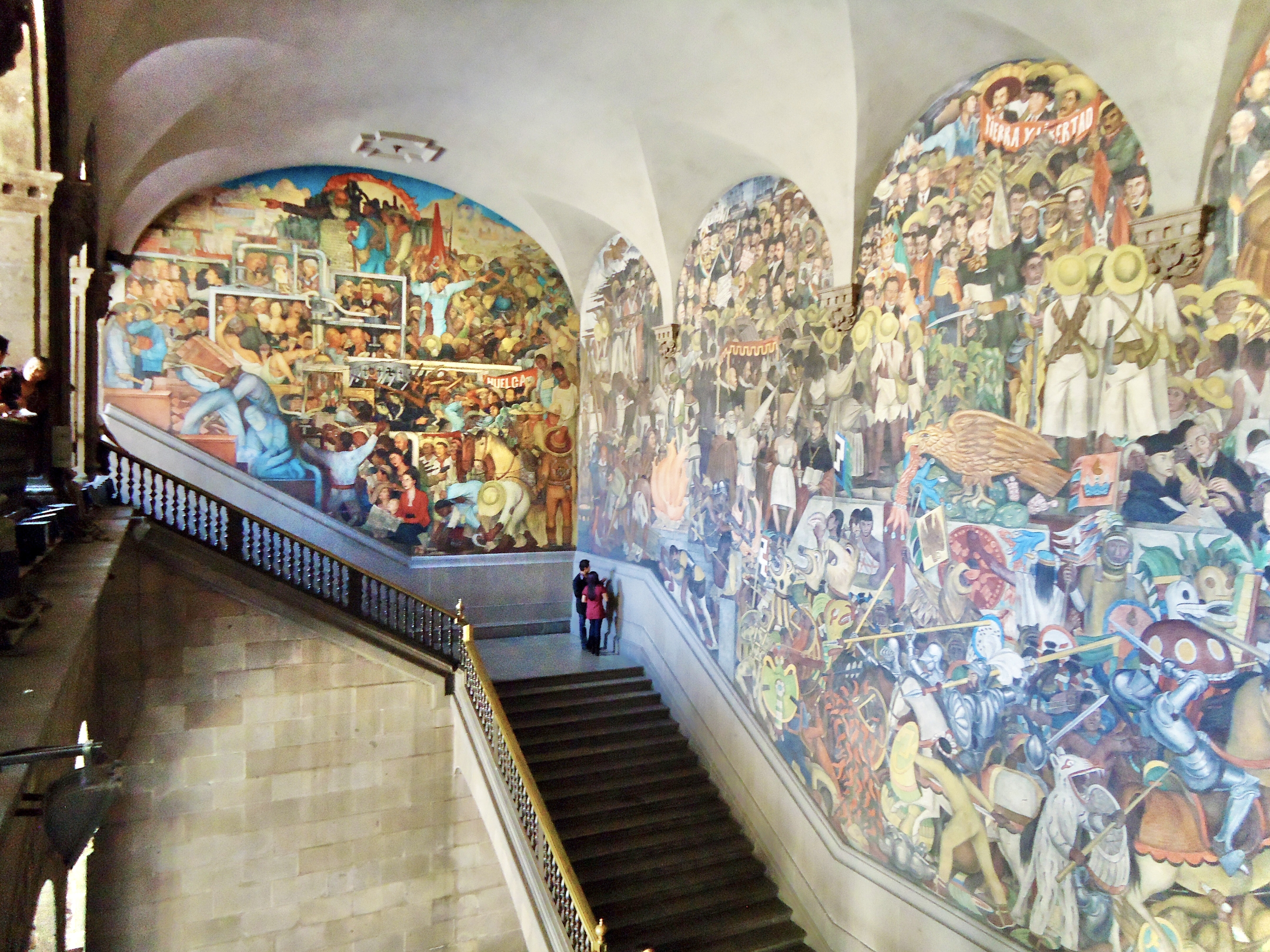
Epopea del popolo messicano (1929).

Nel 1922 si iscrisse al Partito Comunista Messicano e cominciò a dipingere i suoi murales sugli edifici pubblici di Città del Messico. Nello stesso anno sposò Guadalupe Marín da cui ebbe due figlie: Lupe, nata nel 1925, e Ruth, del 1926. Nel 1927 divorziò dalla Marín e fu invitato in Unione Sovietica ai festeggiamenti per il decimo anniversario della Rivoluzione russa. Nel 1929 sposò la pittrice Frida Kahlo, con rito civile essendo lui ateo.
I soggetti delle sue composizioni sono sovente persone semplici collocate in un contesto politico. Al tempo stesso Rivera non risparmia gli attacchi alla chiesa e al clero. Con altri artisti come José Clemente Orozco, David Alfaro Siqueiros e Rufino Tamayo, sperimenta grandi affreschi murali con uno stile semplificato e colori vivi, spesso ritraendo scene della Rivoluzione messicana d'inizio secolo. Tra gli affreschi più emblematici, ci sono quelli del Palazzo nazionale a Città del Messico e quelli della scuola nazionale d'agricoltura a Chapingo.
Nei quattro anni seguenti realizzò numerose opere anche negli Stati Uniti in cui le sue tematiche comuniste provocarono molte polemiche sulla stampa. Ciò accadde in particolare con un murale del Rockefeller Center di New York. L'edificio, situato sulla Quinta Strada, rappresentava uno degli emblemi più importanti del capitalismo. In questa occasione, Diego Rivera iniziò il murale denominato "El Hombre in cruce de caminos" (L'uomo nel crocevia dei cammini) o "El hombre controlador del universo" (L'uomo controllore dell'universo). Ma quando incluse un ritratto di Lenin, le critiche non tardarono ad arrivare.

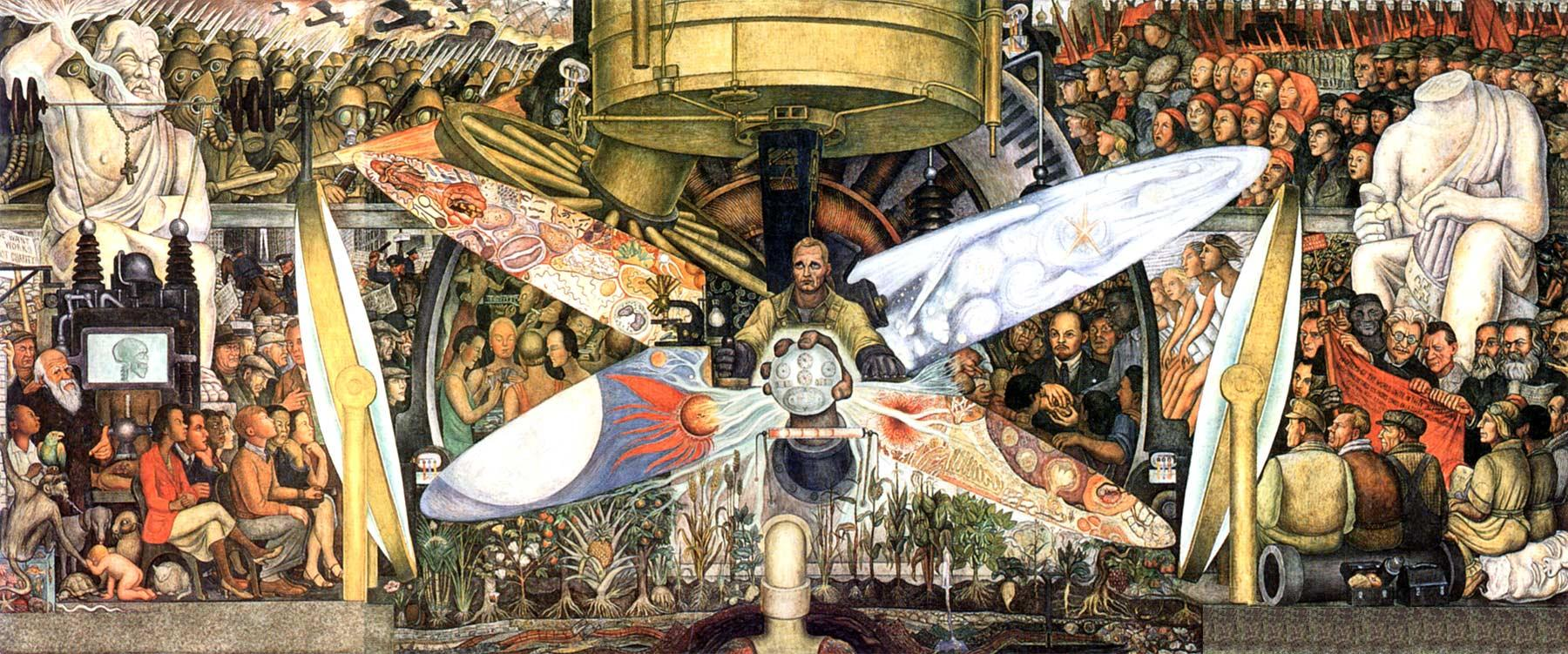
L'uomo controllore dell'universo (1934).

Rockefeller vide il ritratto come un insulto personale e ordinò di coprire l'intero murale, più tardi ne chiese la distruzione. Nel 1934 Rivera tornò in Messico, dove dipinse lo stesso murale al secondo piano del Palazzo delle Belle Arti di Città del Messico Altra conseguenza di queste polemiche fu l'annullamento della commissione per gli affreschi destinati alla fiera internazionale di Chicago. Nel 1936 Rivera appoggiò la richiesta di asilo politico in Messico di Lev Trockij che fu concessa l'anno seguente. A causa di ciò, nel 1937, venne espulso dal Partito Comunista Messicano assieme a sua moglie Frida Kahlo. Nel 1939 aveva preso le distanze dal noto dissidente russo e aveva divorziato da Frida Kahlo, per poi risposarla nel 1940. Nello stesso anno entrò nel Comitato di esplorazione del Partito Rivoluzionario Anti-Comunista per valutare la candidatura dell'imprenditore Juan Andreu Almazán alle elezioni presidenziali con il sostegno di quel partito.
Nel 1950 illustrò il Canto General di Pablo Neruda e nel 1955, dopo la morte di Frida, si sposò per la quarta volta, con Emma Hurtado, e si recò in Unione Sovietica per un intervento chirurgico. Rivera dedicò gli ultimi anni della sua vita a far conoscere il lavoro di sua moglie. Pieno d'ammirazione ribadiva: "Frida è la prima donna nella storia dell'arte ad aver affrontato con assoluta e inesorabile schiettezza, si potrebbe dire in modo spietato ma nel contempo pacato, quei temi che riguardano esclusivamente le donne". Morì il 24 novembre 1957 a Città del Messico. I suoi resti furono collocati nella Rotonda delle Persone Illustri, contravvenendo così alle sue ultime volontà.

## Filmografia

### Documentari
- Walls of Fire di Herbert Kline e Edmund Penney (1971)
- Homenaje a Diego Rivera di Óscar Menéndez (1975)
- Diego Rivera di Emilio Cardenas Elorduy (1980)
- Diego Rivera: mito o realidad di Jose Manuel Osorio (1982)
- Diego Rivera; vida y obra di Jorge Fons (1986)
- Diego Rivera: I Paint What I See di Mary Lance (1992)

### Lungometraggi
- Il prezzo della libertà di Tim Robbins (1999) – interpretato da Rubén Blades
- Frida di Julie Taymor (2002) – interpretato da Alfred Molina